# Tshikapa
Tshikapa – miasto w południowej Demokratycznej Republice Konga; nad rzeką Kasai; w prowincji Kasai Zachodnie; 366,5 tys. mieszkańców (2004); ośrodek regionu wydobycia diamentów; port rzeczny, lotnisko.